# 吕黎平
吕黎平（1917年—2001年），原名吕继熙，男，江西兴国人，中华人民共和国军事人物，中国人民解放军少将，曾任沈阳军区空军副司令员。